# أسد الدين جغريل
أسد الدين جغريل بن عبد الله الكاملي كان أمير وشريف مكة الأيوبي من 1235 إلى 1238.
في عام 1235، أرسل السلطان الكامل الأمير جغريل للاستيلاء على مكة من الشريف راجح بن قتادة، حليف السلطان المنصور عمر في اليمن. استولى جغريل على المدينة في رمضان 632 هـ (مايو - يونيو 1235). فقًا للنويري، بلغ عدد جيشه 700 من الفرسان، بينما وفقًا لبعض المؤرخين الآخرين، كان لديه 500 فارسا وأربعة أمراء: وجه السبع، والبندوقي، وابن أبي دكري، وابن بيرتاس.
في 633 هـ (1235/1236) حارب جغريل وهزم في الخِرَقيّان، وهو مكان يقع بين مكة والسرين. كما ألقي القبض على الأمير اليمني الشهاب بن عبدان وأرسله كسجين إلى مصر.
في 7 رجب 635 (23 فبراير 1238) انسحب جغريل ورجاله من مكة هربًا من جيش المنصور. في المدينة المنورة تلقى نبأ وفاة الكامل. عاد إلى مصر في منتصف شعبان (مارس / أبريل 1238).
| سبقه راجح بن قتادة | شريف مكة مايو - يونيو 1235 – حوالي 23 فبراير 1238 | تبعه راجح بن قتادة |